# Рудка-Кіянська
Рудка-Кіянська (пол. Rudka Kijańska) — село в Польщі, у гміні Острів-Любельський Любартівського повіту Люблінського воєводства. Населення — 120 осіб (2011).

## Демографія
Демографічна структура станом на 31 березня 2011 року:
|          | Загалом | Допрацездатний вік | Працездатний вік | Постпрацездатний вік |
| -------- | ------- | ------------------ | ---------------- | -------------------- |
| Чоловіки | 56      | 10                 | 34               | 12                   |
| Жінки    | 64      | 14                 | 24               | 26                   |
| Разом    | 120     | 24                 | 58               | 38                   |